# 応貞
応 貞（應貞、おう てい、? - 269年）は、西晋の官僚・文人。字は吉甫。本貫は汝南郡南頓県。

## 経歴
魏の侍中の応璩の子として生まれた。談論を得意とし、才能と学問で知られた。応貞が夏侯玄を訪ねると、夏侯玄は応貞を高く評価した。高第に挙げられ、顕位を歴任した。司馬炎が撫軍大将軍となると、応貞はその下で撫軍参軍となった。晋の武帝（司馬炎）が即位すると、応貞は給事中に転じた。武帝が華林園で宴射を催すと、応貞は詩を賦して、その詩は最も美しいと評された。
太子中庶子の官が初めて置かれると、応貞は護軍長史の孔恂とともにこれをつとめた。後に散騎常侍に転じた。太尉の荀顗とともに新礼の撰定にあたったが、施行されなかった。
泰始5年（269年）、死去した。文集1巻が当時に通行した。

## 伝記資料
- 『晋書』巻92 列伝第62